# German Masters
German Masters är en rankingturnering i snooker. Turneringen startade 1995 under namnet German Open och hölls i Frankfurt, Osnabrück och Bingen am Rhein de tre första åren. 

## Historia
1998 förlorade den rankingstatus och bytte namn till German Masters. Året därpå lades turneringen ned, men till säsongen 2010/11 återuppstod den som en rankingturnering för att möta det växande intresset för snooker i Tyskland. Det var första gången på 14 år som Tyskland arrangerade en rankingturnering i snooker. Turneringen har arrangerats i Berlins Tempodrom sedan 2011 års upplaga med undantag för 2021 års turnering som hölls i Marshall Arena, Milton Keynes, England.

## Vinnare
| År                          | Vinnare               | Motståndare           | Resultat              | Säsong                |
| German Open (ranking)       | German Open (ranking) | German Open (ranking) | German Open (ranking) | German Open (ranking) |
| --------------------------- | --------------------- | --------------------- | --------------------- | --------------------- |
| 1995                        | John Higgins          | Ken Doherty           | 9 – 3                 | 1995/96               |
| 1996                        | Ronnie O'Sullivan     | Alain Robidoux        | 9 – 7                 | 1996/97               |
| 1997                        | John Higgins          | John Parrott          | 9 – 4                 | 1997/98               |
| German Masters (ej ranking) |                       |                       |                       |                       |
| 1998                        | John Parrott          | Mark Williams         | 6 – 4                 | 1998/99               |
| German Masters (ranking)    |                       |                       |                       |                       |
| 2011                        | Mark Williams         | Mark Selby            | 9 – 7                 | 2010/11               |
| 2012                        | Ronnie O'Sullivan     | Stephen Maguire       | 9 – 7                 | 2011/12               |
| 2013                        | Ali Carter            | Marco Fu              | 9 – 6                 | 2012/13               |
| 2014                        | Ding Junhui           | Judd Trump            | 9 – 5                 | 2013/14               |
| 2015                        | Mark Selby            | Shaun Murphy          | 9 – 7                 | 2014/15               |
| 2016                        | Martin Gould          | Luca Brecel           | 9 – 5                 | 2015/16               |
| 2017                        | Anthony Hamilton      | Ali Carter            | 9 – 6                 | 2016/17               |
| 2018                        | Mark Williams         | Graeme Dott           | 9 – 1                 | 2017/18               |
| 2019                        | Kyren Wilson          | David Gilbert         | 9 – 7                 | 2018/19               |
| 2020                        | Judd Trump            | Neil Robertson        | 9 – 6                 | 2019/20               |
| 2021                        | Judd Trump            | Jack Lisowski         | 9 – 2                 | 2020/21               |
| 2022                        | Zhao Xintong          | Yan Bingtao           | 9 – 0                 | 2021/22               |
| 2023                        | Ali Carter            | Tom Ford              | 10 – 3                | 2022/23               |
| 2024                        | Judd Trump            | Si Jiahui             | 10 – 5                | 2023/24               |